# Antonio de Montesinos
Antonio de Montesinos (España, c. 1475 - Provincia de Venezuela, 27 de junio de 1540), fue un misionero y fraile español. 
Junto a la primera comunidad de dominicos de América, encabezada por el vicario fray Pedro de Córdoba, se distinguió en la defensa y denuncia en contra de los abusos a los indígenas por parte de los colonizadores españoles en la isla La Española. Causó la conversión posterior de Bartolomé de las Casas a la defensa de los indios.

## En España
Antonio de Montesino ingresó en la Orden de Predicadores en el Convento de San Esteban de Salamanca, donde realizó todos sus estudios. Al concluir su año de noviciado hizo su profesión como religioso dominico el 1 de julio de 1502. Posteriormente, al terminar sus estudios de teología y ya ordenado sacerdote fue asignado al Real Convento de Santos Tomás de Ávila en 1509, de reciente construcción, en compañía de fray Pedro de Córdoba, fray Bernardo de Santo Domingo, fray Tomás de Fuentes y fray Domingo Velázquez.

## Hacia las Américas
Es conocido por su papel crucial en la defensa de los derechos de los indígenas durante la época de la colonización española en América. Montesinos ganó renombre por su valiente sermón pronunciado el 21 de diciembre de 1511 en la isla La Española, donde denunció las injusticias y los abusos cometidos contra los indígenas por los colonizadores españoles.
Su famoso sermón, conocido como "Sermón de Adviento," marcó un hito en la historia de la lucha por los derechos humanos en el continente americano. Montesinos instó a los colonizadores a respetar la humanidad de los indígenas y denunció la esclavitud y las atrocidades cometidas en nombre de la colonización. Su valiente posición contribuyó a sentar las bases para un mayor reconocimiento de los derechos de los pueblos indígenas en la región.
Aunque su vida posterior no está tan documentada, el legado de Antonio Montesinos perdura como un defensor temprano de la justicia social y los derechos humanos en el contexto de la colonización europea en América. Su valiente denuncia de la opresión ha dejado una huella indeleble en la historia de la lucha por la dignidad y los derechos de los pueblos originarios en el continente.

## Apostolado en Santo Domingo. El sermón de denuncia
Montesinos, en Santo Domingo, se preocupó de defender a los indígenas. Predicó por encargo de fray Pedro de Córdoba y su comunidad religiosa los  de encomiendas que llegaban a esclavizar a los indígenas, saltándose las obligaciones que dicho sistema les imponía a los colonizadores. 

¿Estos no son hombres? ¿Con éstos no se deben guardar y cumplir los preceptos de caridad y de la justicia? ¿Estos no tenían sus tierras propias y sus señores y señoríos? ¿Estos hannos ofendido en algo? ¿La ley de Cristo, no somos obligados a predicársela y trabajar con toda diligencia de convertirlos?... Todos estáis en pecado mortal, y en él vivís y morís, por la crueldad y tiranía que usáis con estas inocentes gentes.
Sermón de Fray Antonio. Santo Domingo, diciembre de 1511.

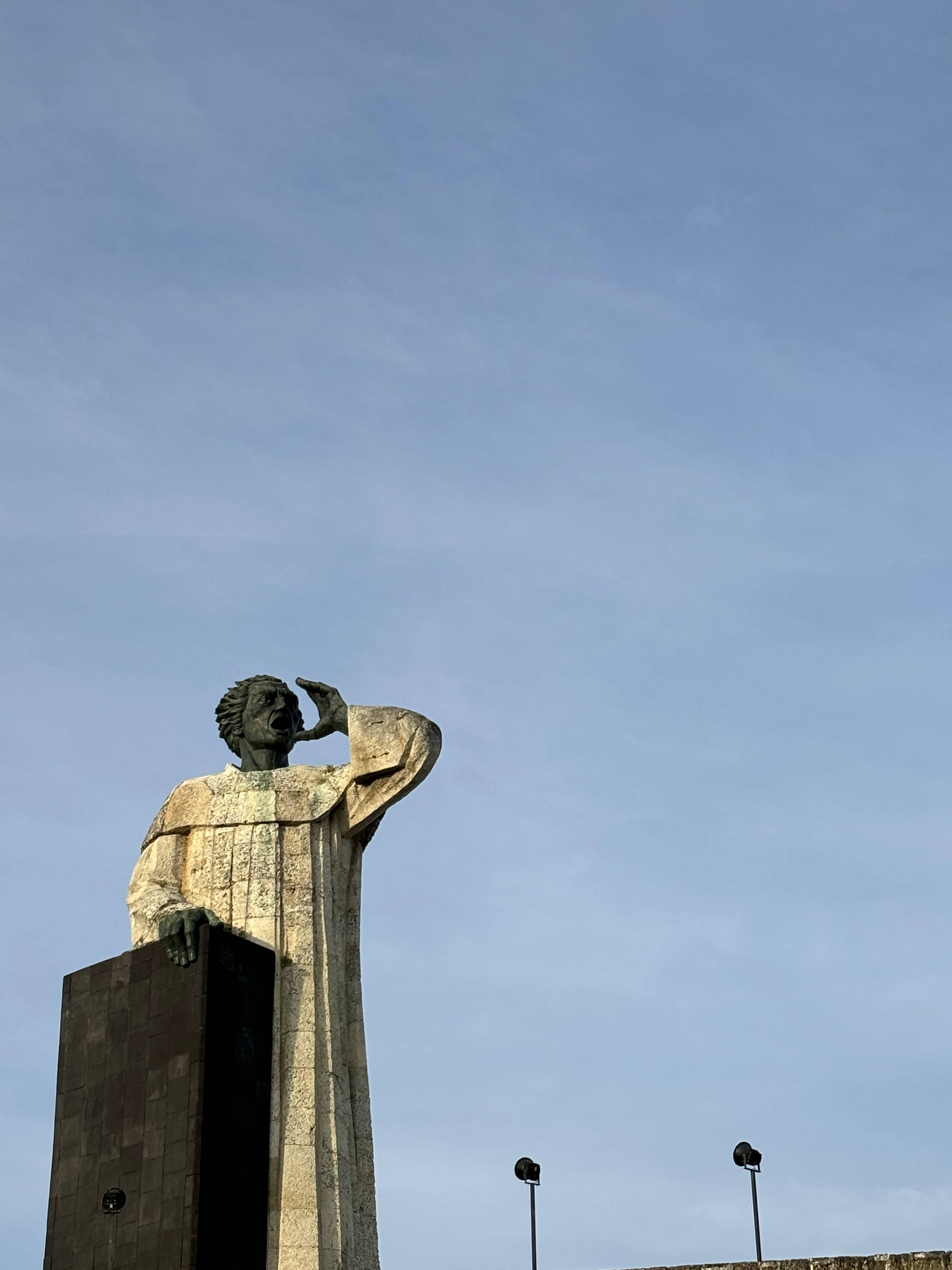
El monumento de Fray Antonio de Montesinos grita denunciando los abusos contra los pueblos originarios de la recién descubierta América.

El virrey Diego Colón presente en el oficio religioso se dirigió a hablar con fray Pedro de Córdoba al convento de los dominicos para que expulsara de la isla a fray Antonio o que, al menos, diera a la semana siguiente un sermón más suave, que apaciguara los ánimos. Gran sorpresa fue que, al domingo siguiente, el discurso fue mucho más beligerante por los indios y divulgó a viva voz cinco principios: que las leyes de la religión están por encima de las leyes de los particulares y del Estado, que no existen diferencias raciales ante los ojos de Dios, que la esclavitud y la servidumbre son ilícitas, que se debía restituir a los indios su libertad y bienes y que se debían convertir a los indios al cristianismo con el ejemplo. Los colonos persuadieron a fray Alonso de Espinar, superior de los franciscanos de la isla, para que fuese a la corte a velar por sus intereses. Lo propio hicieron los dominicos, que enviaron a Montesinos para refutar los argumentos de las autoridades coloniales y sus partidarios.

## Desenlace
El resultado de esa polémica fue la formación de una junta de teólogos, de la que salieron las Leyes de Burgos, aprobadas el 27 de diciembre de 1512. Fray Pedro de Córdoba las consideró incompletas y se desplazó a España para enmendarlas. El rey Fernando el Católico se mostró de acuerdo, las discusiones continuaron y el 28 de julio de 1513 se hicieron varias enmiendas. Tras regresar Montesinos al Nuevo Mundo trabajó como misionero en la Isla La Española y en la Isla de San Juan (Puerto Rico), donde se quedó gravemente enfermo. En 1514 participó en la primera expedición de los dominicos a la actual Cumaná (Venezuela) donde es probable que Montesinos haya oficiado la primera misa en tierra firme del continente americano. Antes de regresar a la ciudad de Santo Domingo, fundó un convento en Píritu junto con los franciscanos de Cumaná en 1515. Viajó de nuevo a España en septiembre de 1515, en negocios de su comunidad. En 1518 nuevamente estuvo de paso en la isla de San Juan junto a Fray Pedro de Córdoba. Ambos se dirigieron hacia España para gestionar el establecimiento de una provincia dominicana en América. En 1521 fundó un convento en la ciudad de San Juan Bautista de la Isleta, junto a otros cuatro religiosos de su Orden, base de la primera universidad en Puerto Rico, fundada en 1532. Fue el predicador en el entierro de su mentor y compañero de lucha, fray Pedro de Córdoba, el domingo 5 de mayo de 1521, fiesta de Santa Catalina de Siena. Para su predicación escogió el Salmo 133 (132): «Qué bueno y agradable, cuando viven juntos los hermanos».

## En otras partes de las Américas
El 3 de febrero de 1525 Montesinos se encuentra en Puerto Rico, procedente de España, con seis religiosos destinados a la isla. En 1526 forma parte junto a fray Bartolomé de las Casas de la expedición de 600 personas al mando de Lucas Vásquez de Ayllón para colonizar la costa del actual estado de Carolina del Sur (Estados Unidos), donde fundó San Miguel de Guadalupe, primera colonia europea en Norteamérica. Es probable que Montesinos oficiara la primera misa en territorio norteamericano.
Fray Antonio de Montesinos, después de una incansable defensa de los nativos de las Antillas, fue enviado en 1529 a Santa Ana de Coro (Venezuela) como vicario de los dominicos y capellán de la expedición alemana de los Welser de Augsburgo.

## Muerte
Finalmente, encontró la muerte en algún lugar de Venezuela el 27 de junio de 1540. No se sabe con exactitud cómo murió, en el Libro Antiguo de Profesiones, al margen de la nota de su profesión, está escrita: «Obiit martyr in Indii»; y en el mismo convento de San Esteban de Salamanca, a la entrada del refectorio, se halla rotulado como mártir.

## Legado
Para perpetuar su memoria y su lucha por la justicia en favor de los indígenas del Nuevo Mundo, fue colocada una gran estatua suya en actitud de grito, en el paseo marítimo (Malecón) de la ciudad de Santo Domingo (República Dominicana), frente al mar Caribe. La estatua de piedra y bronce, de 15 metros de altura, diseñada por el escultor mexicano Antonio Castellanos Basich, fue donada al pueblo dominicano por el gobierno mexicano e inaugurada en 1982 por los presidentes de México y de la República Dominicana.
Las protestas de las autoridades de la Isla La Española llegaron a la Corte a través de una delegación acompañado por el vicario de los franciscanos. El rey Fernando el Católico al enterarse de lo sucedido se quejó al provincial de los dominicos en España y pidió sanciones para los dominicos de la Isla; y, además, mandó amenazarlos con el regreso. Mientras tanto, en la Isla los españoles les negaron el sustento y les amenazaron con embarcarlos a España.
El provincial de los dominicos fray García de Loaysa y Mendoza también les amonestó, y a través de tres cartas, les conmina a modificar su forma de predicación y les amenaza con no dejar pasar más frailes a la Isla. Los frailes dominicos, a pesar de las presiones y amenazas, no se amedrentan ni cambian de parecer, ya que su doctrina es fruto del estudio de la verdad, unieron el Evangelio al derecho de gentes. Luego de deliberar toman la decisión de enviar al mismo fray Antón de Montesinos, y con este propósito pidieron limosna para los gastos de viaje. Algunos se la negaron, pero, no faltaron personas caritativas que, conociendo sus virtudes, les ayudaron.